# Bruchidius lividimanus
Bruchidius lividimanus är en skalbaggsart som först beskrevs av Leonard Gyllenhaal 1833.  Bruchidius lividimanus ingår i släktet Bruchidius, och familjen bladbaggar. Arten har ej påträffats i Sverige.